# Grant (Iowa)
Grant és una població dels Estats Units a l'estat d'Iowa. Segons el cens del 2000 tenia 102 habitants.

## Demografia
Segons el cens del 2000, Grant tenia 102 habitants, 46 habitatges, i 32 famílies. La densitat de població era de 53,2 habitants/km².
Dels 46 habitatges en un 21,7% hi vivien nens de menys de 18 anys, en un 63% hi vivien parelles casades, en un 4,3% dones solteres, i en un 30,4% no eren unitats familiars. En el 30,4% dels habitatges hi vivien persones soles el 17,4% de les quals corresponia a persones de 65 anys o més que vivien soles. El nombre mitjà de persones vivint en cada habitatge era de 2,22 i el nombre mitjà de persones que vivien en cada família era de 2,69.
Per edats la població es repartia de la següent manera: un 17,6% tenia menys de 18 anys, un 5,9% entre 18 i 24, un 26,5% entre 25 i 44, un 29,4% de 45 a 60 i un 20,6% 65 anys o més.
L'edat mediana era de 44 anys. Per cada 100 dones de 18 o més anys hi havia 100 homes.
La renda mediana per habitatge era de 21.806 $ i la renda mediana per família de 42.917 $. Els homes tenien una renda mediana de 20.625 $ mentre que les dones 36.250 $. La renda per capita de la població era de 16.461 $. Cap de les famílies i el 10,8% de la població estaven per davall del llindar de pobresa.

## Poblacions més properes
El següent diagrama mostra les poblacions més properes.